# Martha Connors
Martha Connors es una personaje ficticia que aparece en los cómics estadounidenses publicados por Marvel Comics. Por lo general, ella se la representa como un personaje secundario de Spider-Man y la esposa del Dr. Curt Connors, también conocido como el Lagarto. Gran parte de la historia de su personaje gira en torno a su constante sufrimiento, pero también a su perseverancia a través de las constantes transformaciones de su marido. Más tarde, a Martha le inyectaron la fórmula del lagarto de Curt para curarla de un virus mortal, que también la transformó en un lagarto antropomórfico.

## Historial de publicaciones
El personaje fue creado por Stan Lee y Steve Ditko y apareció por primera vez en The Amazing Spider-Man #6 (noviembre de 1963).

## Biografía ficticia
Algún tiempo antes de su primera aparición, Martha conoció y se casó con el cirujano y biólogo Curt Connors. Juntos tuvieron un hijo llamado Billy y su vida parecía perfecta. Sin embargo, Curt, un amputado, buscaba una forma de recuperar las extremidades perdidas. A pesar de que Martha le advirtió sobre los peligros de experimentar consigo mismo, temiendo por su seguridad, Curt creó una Fórmula Lagarto y se inyectó con ella, transformándose en un monstruo lagarto salvaje. Más tarde, Martha se topó con Spider-Man, quien ya tuvo un encuentro con el Lagarto, y le contó lo que realmente sucedió, lo que llevó al trepamuros a localizar y curar a Curt, aunque sea temporalmente.
En un momento, Martha y Billy fueron secuestrados por la rama de Maggia liderada por Silvermane, que quería que Curt descifrara una antigua tablilla. Una vez más, Curt se transformó en Lagarto y fue necesario el esfuerzo combinado de Spider-Man y la Antorcha Humana para salvar a Martha y Billy, quienes se reunieron felizmente con un Curt curado. Aunque Curt continuaría transformándose en Lagarto una y otra vez, Martha no lo abandonaría.
Algún tiempo después, Curt menciona que Martha contrajo cáncer y había muerto debido a las complicaciones de su cirugía.
En el período previo a la historia de Dead No More: The Clone Conspiracy, Martha es revivida por Chacal, junto con Billy, quien también había muerto, para persuadir a Curt de trabajar para él. Martha todavía trabaja en New U Technologies.Cuando New U Technologies de repente estalla en un tumulto, Curt se lleva a Martha y Billy, quien afirma que puede curar su Virus Carrion.A Martha y Billy se les inyecta la fórmula Lagarto, que les salva la vida, pero también los transforma en lagartos antropomórficos.
Martha y su familia continúan viviendo pacíficamente en las alcantarillas, recibiendo ocasionales visitas amistosas de Peter Parker y Mary Jane Watson, aunque Billy desea vivir una vida normal y comienza a rebelarse contra Curt.

## Otras versiones

### Newspaper Strips
En las tiras periodísticas de Spider-Man, Martha pasa a llamarse Lydia Connors.

### Ultimate Marvel
En el Universo Ultimate Marvel, Martha pasa a llamarse Doris Connors y hacía tiempo que se había divorciado de su marido debido a sus experimentos. Ella recibe una carta de su marido explicando sus acciones.

## En otros medios

### Televisión
- Martha Connors, conocida como "Sra. Conner", aparece en Spider-Man (1967), con la voz de Peg Dixon.
- Martha Connors, rebautizada como "Margaret Connors", aparece en Spider-Man (1994), con la voz de Giselle Loren.[10]
- Martha Connors aparece en The Spectacular Spider-Man con la voz de Kath Soucie. Esta versión es una genetista que trabaja con Curt Connors en la Universidad Empire State (ESU) hasta que ellos son obligados a irse por Miles Warren.[11]

### Película
Martha Connors debía aparecer en The Amazing Spider-Man (2012), interpretada por Annie Parisse, antes de que sus escenas fueran eliminadas de la película final.

### Videojuegos
Martha Connors hace un cameo sin hablar en Spider-Man 2 a través de una fotografía.